# Патера Орк
Патера Орк (лат. и англ. Orcus Patera) — эллиптическая низменная область, находящаяся около экватора Марса в восточном полушарии красной планеты. Координаты центра — 14°06′ с. ш. 178°30′ в. д. / 14,1° с. ш. 178,5° в. д.. В 1965 году при помощи космического аппарата «Маринер-4» был получен первый снимок части долины. Однако разрешение снимка (около 3 км) и неблагоприятные условия съемки (зенитное расстояние Солнца 13°, при котором рельеф создает мало теней) не позволяли выяснить геологическое прошлое патеры Орк. Искусственный спутник «Марс-экспресс» в 2005 году передал цветные снимки с высоким разрешением, а также сведения для построения 3D-модели поверхности.

## География и геология
Долина имеет примерно 380 км в длину и 140 км в ширину. Её дно залегает на глубине 400—600 метров над уровнем окружающих равнин, а внешний обод поднимается на высоту 1,8 км. Патера Орк находится к западу от горы Олимп и к востоку от нагорья Элизиум.
В области присутствуют многочисленные грабены, пересекающие её внешнюю границу. Они имеют ширину до 2,5 км и направлены с востока на запад. Однако грабены можно найти на Марсе практически везде, поэтому они не несут никакой информации о происхождении долины.

## Происхождение
Долина может быть ударным кратером изначально круглой формы, который позже деформировался компрессионными силами. Или, например, это была цепочка кратеров, которая со временем объединилась посредством эрозии в одно целое. Одна из самых популярных гипотез гласит, что долина сформировалась, когда красную планету задела комета или астероид под очень маленьким углом, примерно 5 градусов к горизонтали, поэтому удар прошёл по касательной траектории.
- Топографическая карта патеры Орк